# Idioma mochó
El idioma mochó, motozintleco, cotoque o Qatok (autoglotónimo: mocho'  [mot͡ʃoʔ]) es una lengua mayense de la rama q'anjob'aleana hablada en el municipio de Motozintla, en el estado de Chiapas, México. Son un pueblo que proviene de Oaxaca y se asentaron en Tuzantan y poco a poco ocuparon parte de sierra mariscal Hace aproximadamente 450 años. Por tanto no es una variante de Tuzanteco. En la actualidad hay muy pocos hablantes de Mocho', (Q'atooj significa "mi palabra" pero fue un castellanisado el que acento al Mocho' como Q'atooj" en el INALI, pero el nombre correcto es MOCHO') México. El idioma mochó es una lengua en grave peligro de extinción, pues cuenta con solo 141 hablantes según el censo del INEGI del año 2010.

## Clasificación
El idioma mochó junto con el idioma q'anjob'al y el jakalteko forman el grupo lingüístico q'anjob'alano, a su vez, éste pertenece al tronco q'anjob'al-chuj de la familia de lenguas mayenses.

## Alfabeto
De acuerdo a lo establecido por la Norma de Escritura de la lengua Mocho', el alfabeto mocho' consta de 30 letras, 25 consonantes y 5 vocales que representan todos los fonemas de la lengua en una relación monofónica. El nombre oficial del alfabeto de la lengua Mocho' es Ts'ibtook' Mocho’.
| Mantits'ib (Mayúscula) | Lustits'ib (Minúscula) | Bij (Nombre) |
| ---------------------- | ---------------------- | ------------ |
| A                      | a                      | A            |
| E                      | e                      | E            |
| I                      | i                      | I            |
| O                      | o                      | O            |
| U                      | u                      | U            |

| Mantits'ib (Mayúscula) | Lustits'ib (Minúscula) | Bij (Nombre) |
| ---------------------- | ---------------------- | ------------ |
| B                      | b                      | Ba           |
| CH                     | ch                     | CHa          |
| CH'                    | ch'                    | CH'a         |
| G                      | g                      | Ga           |
| J                      | j                      | Ja           |
| K                      | k                      | Ka           |
| K'                     | k'                     | K'a          |
| L                      | l                      | La           |
| M                      | m                      | Ma           |
| N                      | n                      | Na           |
| Ñ                      | ñ                      | Ña           |
| N'                     | n'                     | N'a          |
| P                      | p                      | Pa           |
| Q                      | q                      | Qa           |
| Q'                     | q'                     | Q'a          |
| R                      | r                      | Ra           |
| S                      | s                      | Sa           |
| T                      | t                      | Ta           |
| T'                     | t'                     | t'a          |
| TS                     | ts                     | TSa          |
| TS'                    | ts'                    | TS'a         |
| W                      | w                      | Wa           |
| X                      | x                      | Xa           |
| Y                      | y                      | Ya           |
| '                      | '                      | Xlok'-aq     |

## Fonología
Los cuadros siguientes muestran los fonemas del idioma mochó: vocales y consonantes.

### Vocales
|            | Anterior       | Central        | Posterior      |
| ---------- | -------------- | -------------- | -------------- |
| Cerrada    | i [i], ii [iː] |                | u [u], uu [uː] |
| Intermedia | e [e], ee [eː] |                | o [o], oo [oː] |
| Abierta    |                | a [a], aa [aː] |                |

### Diptongos
Algunos diptongos que se presentan en mochó son:
ay [aj]
ey [ej]
oy [oj]

## Texto muestra
La siguiente es una adivinanza en lengua mochó:

### En mochó
Naba kiwalatawet juune' bwelta
Ji'a chrt pero mu chila .
Ja'e xchet mu jani cheet jum.
Yan'an ju'l pero mu ji'a choq
Ti' bowital ni kawitsa ke jani

### En español
¡A que no adivinas, ninio!
Si vas a cortar leña,
un cochino muy flojo,
te buscará en el camino.
El avispero.